# 甘露寺経元
甘露寺 経元（かんろじ つねもと）は、戦国時代から安土桃山時代にかけての公卿。非参議・冷泉為豊の次男。官位は正二位・権大納言。甘露寺家20代。

## 生涯
天文4年（1535年）、非参議・冷泉為豊の次男として誕生。当初は高倉家の後継者とされるが、後に権大納言・甘露寺伊長の婿養子となる。
元亀元年（1570年）、参議となる。
天正10年（1582年）5月29日、織田信長が毛利輝元討伐のために上洛すると、6月1日に経元と勧修寺晴豊は勅使として、ほかの公家らと共に本能寺へ出向いた。翌2日、本能寺の変が発生し、信長は横死した。
天正13年（1585年）5月8日、薨去。家督は養子・経遠が継いだ。

## 系譜
- 父：冷泉為豊
- 母：不詳
- 養父：高倉範久、甘露寺伊長
- 妻：甘露寺伊長の娘[2]
- 生母不明の子女
  - 女子：藤波慶忠室
- 養子
  - 男子：甘露寺経遠[2] - 勧修寺晴豊の次男
  - 男子：甘露寺経家 - 葉室頼房の子。後に帰家し頼宣と改名し葉室家の家督を継ぐ。